# Чепчян, Георгий Аветисович
Георгий Аветисович Чепчян (25 сентября 1927, Ростов-на-Дону — 12 января 2016, Ереван) — советский и армянский актёр театра и кино, педагог, заслуженный артист Армянской ССР.

## Биография
Родился 25 сентября 1927 года в Нахичевани-на-Дону (ныне — Ростов-на-Дону). В 1944—1948 годах учился в Ереванском театральном институте (курс Вардана Аджемяна). С 1948 года работал в Ереванском театре музыкальной комедии им. Пароняна.
С 1954 года был актёром Ереванского академического театра драмы им. Сундукяна.
Написал две книги о своём учителе Вардане Аджемяне.
Скончался 12 января 2016 года в Ереване.

## Награды
- Заслуженный артист Армянской ССР (1971).

## Семья
Отец — Аветис Григорьевич Чепчян (1880—1960)
Мать — Анна Макаровна Джаноян (1890—1951)
Брат — Иван Аветисович Чепчян (1919—1978)
Супруга — Эллада Николаевна Буниатян (1939—1999)
Сын — Аветис Георгиевич Чепчян (1963—1981)
Сын — Гарегин Георгиевич Чепчян — актёр

## Фильмография
1. 1955 — Золотой бычок — волейболист
2. 1959 — 01-99 — Ашот
3. 1972 — Это сладкое слово — свобода! — эпизод
4. 1973 — Аршак (Արշակ)
5. 1973 — Земля Санникова — Дуккар
6. 1977 — Золотая мина — Ерванд Акопович Меликтесян, он же разыскиваемый рецидивист Каспарян Гурген Артемьевич, зубной техник
7. 1978 — Лекарство против страха — Рамазанов Умар Хасанович
8. 1980 — Коней на переправе не меняют — поставщик проволоки (в титрах Ж. Чепчян)
9. 1982 — Где ты был, человек божий? (Армения)
10. 2000 — Встать! Суд идет! (Армения; телеспектакль)
11. 2004 — Моя большая армянская свадьба — Сурен, дедушка Тиграна